# Myself
《Myself》（全稱《Myself 2010概念專輯》）是臺灣歌手蔡依林的第11張原創錄音室專輯，由華納音樂和天熹娛樂於2010年8月13日發行。專輯以派對為概念，舞曲在專輯中的比例達到八成，由小安、阿弟仔、馬毓芬製作。
專輯在臺灣的銷量超過6.5萬張，並獲得2010年臺灣年度唱片銷量第四名，也獲得臺灣年度女歌手唱片銷量第一名。歌曲〈美人計〉的MV入圍第22屆金曲獎最佳音樂錄影帶獎。

## 背景和發展
2009年10月15日，蔡依林和經紀人葛福鴻共同成立凌時差音樂製作有限公司，專門處理蔡依林的藝人經紀、音樂製作、音樂版權、演唱會主辦及版權等事宜。2010年3月16日，媒體透露蔡依林的新專輯將於同年7月發行，華納音樂高層陳澤杉表示該專輯將進行多項國際性合作，投資金額超過五千萬元。
同年6月14日，歌曲〈即時生效〉透過中國移動12530咪咕音樂台發布。同年7月12日，蔡依林參加「海飛絲中國達人秀實力擂台啟動儀式」，並在活動現場發布了東方衛視綜藝節目《中國達人秀》的加油歌〈黑髮尤物〉。
同月15日，華納音樂宣布該專輯將於同月20日開放預購，並計劃於8月3日發行。隨後，華納音樂於同月21日宣布預購日期延至22日，發行日期則延至8月10日。最終，發行日期再次推遲至8月13日。

## 創作和錄製
第一主打〈美人計〉是一首低音節拍浩室舞曲，合成器音色豐富，歌詞充滿誘惑。蔡依林以唸唱方式展現低沈且性感的唱腔。間奏〈Missed Call〉延續〈美人計〉旋律，並加入未撥通電話的提示語，呈現戀愛困境的情境。第二主打〈玩愛之徒〉為中板歐陸舞曲情歌，描寫花心男生在兩名女生之間周旋。該曲風格為蔡依林首次嘗試，蔡依林表示對於節奏的情歌充滿興奮。
間奏〈Secret Talk〉以電話留言和朋友催促聲為串場，呈現失戀後孤獨的情緒。歌曲〈派大星〉加入警察臨檢音效，豐富了畫面感。間奏〈Let's Start the Dance〉向Vogue舞者前輩致敬，並提到變裝皇后文化的影響。第七主打歌曲〈黑髮尤物〉結合迪斯可元素，描寫東方女性的風格美，展現女性主義態度。第三主打〈無言以對〉融合當代節奏藍調和軟式搖滾，鋼琴音色和節奏藍調節拍互補，並強調情緒發泄。
間奏〈L'amour est parti〉以法語演繹的分手情景，呈現電影畫面感。第六主打〈小傷口〉簡易歌詞觸動人心，描述愛情中的脆弱與灑脫。歌曲〈娘子漢〉展現現代女生的獨立和勇敢，蔡依林表示該曲旨在強調女性的自主。第四主打歌曲〈七上八下〉融合異國情調，描寫男女曖昧情愫。歌曲〈解散愛〉充滿悲傷與強硬情緒。間奏〈I Love You Too〉表達對純真愛情的懷念。第五主打〈即時生效〉為中板甜蜜情歌，節拍和人體互動性強。

## 主題和造型
2010年7月4日，華納音樂宣布該專輯名為「蔡依林同名專輯Vogue」，蔡依林表示：「這是我出道以來參予最多的專輯，呈現了最真實的自我，因此我相當期待，這是出道至今最令我興奮的一張專輯。」她補充道：「『Vogue』對我而言代表的是一種態度、一種精神、一種自信心，而不僅是外貌或華服的象徵。我心中的Vogue代表的是生活態度，真實的自我，我知道Who I Am！」同月14日，華納音樂宣布將專輯名稱更改為「蔡依林同名專輯Vogueing」，靈感來自Vogue舞，並強調「Vogue」後加「Ing」是為了表達現在進行時。
同月21日，專輯最終改名為「Myself 2010概念專輯」，蔡依林表示：「『Myself』代表我自己，這張專輯從歌詞、選曲到造型、MV等每一部分都全程關注，投入了很多心血，所以取名為『Myself』。」該專輯收錄了十首歌曲，其中八首為舞曲。蔡依林表示：「這是我首次在專輯中包含大量舞曲，雖然我過去的歌曲大多為舞曲，這次特別強調『Party』概念，希望帶給大家開心的感覺。」她補充道，這次專輯還加入了五首串場曲，這是她首次嘗試此類元素，並表示這一構思來自她聽過的歐美專輯。
專輯正式版封面中，蔡依林以白金色假髮搭配白色太空裝亮相，預購版封面則身穿破洞T恤和超短短褲。蔡依林表示：「這次的造型嘗試不同風格，從高墊肩、中空裝到T字裝，展現較健康的性感。白金發型讓我覺得未來感十足，且適合夏天，能展示肌肉線條。」

## 發行和宣傳
2010年8月13日，蔡依林在中國北京市舉辦專輯發布記者會。同年10月29日，蔡依林發行該專輯的改版「Take 2 - Dance with Me 奢華慶功影音4D版」，此版本額外收錄六首重混歌曲、六支MV和一部專輯幕後花絮影片。同年12月28日，蔡依林亦發行了專輯的彩膠版「Dance with Me Remix」。

### 單曲

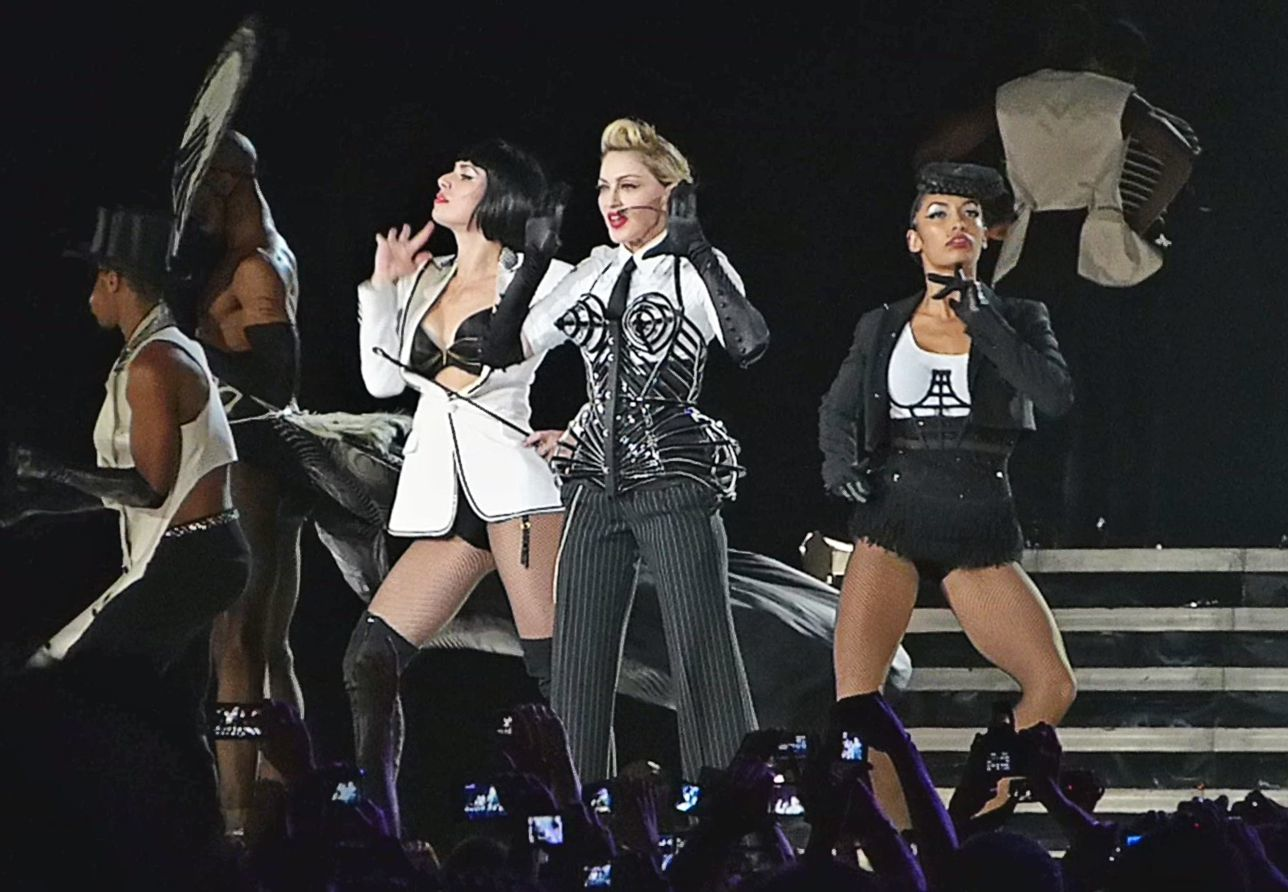
歌曲〈美人計〉向Madonna致敬，蔡依林在該歌曲的MV中演繹了Madonna所發揚的Vogue舞。

2010年7月14日，蔡依林發行單曲〈美人計〉。同月27日，該歌曲的MV發行，MV由車恩澤執導，並斥資新臺幣一千萬元拍攝。蔡依林在MV中演繹了Vogue舞，她表示：「當聽到〈美人計〉的Demo時，我就想跳類似Voguing風格的舞蹈，因此我請勝豐老師幫我找老師來學，最終找到了來自美國真人秀節目《超級名模生死鬥》的Voguing老師。這位老師不僅教了我舞蹈動作，還告訴我Voguing的起源，並強調舞蹈背後的自信和態度。」該歌曲也向蔡依林的偶像Madonna致敬，蔡依林表示：「說到Voguing，自然會想到瑪丹娜的經典歌曲〈Vogue〉。她的形象不斷變化，並讓粉絲感受到她的努力，這對我來說是一大激勵。」
同年10月20日，蔡依林發行了單曲〈美人計（Dance with Me Remix）〉，並收錄了歌曲〈娘子漢（Cheerleading Remix）〉。歌曲〈美人計〉的重混版本由George Leong重混，〈娘子漢〉的重混版本則由Oscar重混。

### 音樂影片
2010年8月8日，蔡依林發行歌曲〈玩愛之徒〉的MV，該MV由賴偉康執導。蔡依林參與了MV的多個環節，包括故事腳本和畫面色調的設計。MV描述了一名花心男生在兩名女生之間周旋，蔡依林飾演女主角，並利用跳舞作為消極情緒的療傷方式。蔡依林表示：「這首歌的歌詞描述了一個花心男生，我希望導演能呈現出即便男生讓人傷心，女生仍然要過得很好，展現出自信感。這是我希望在MV中表現的核心。」因此，MV中有獨自在家脫衣服及撩人性感的舞蹈動作。
同月19日，蔡依林發行歌曲〈無言以對〉的MV，該MV由比爾賈執導，描述了戀人分手後的悲傷與無奈。同年9月1日，蔡依林發行歌曲〈七上八下〉的MV，該MV由賴偉康執導，並以舞蹈表現歌曲的情感意境。同月7日，蔡依林發行歌曲〈即時生效〉的MV，該MV由賴偉康執導，並以好友派對為概念。同月9日，蔡依林發行歌曲〈小傷口〉的MV，該MV由山畝執導，描述了女生失戀後的落寞情緒。同年11月1日，蔡依林發行歌曲〈黑髮尤物〉的MV，該MV由鄺盛執導。

### 現場表演

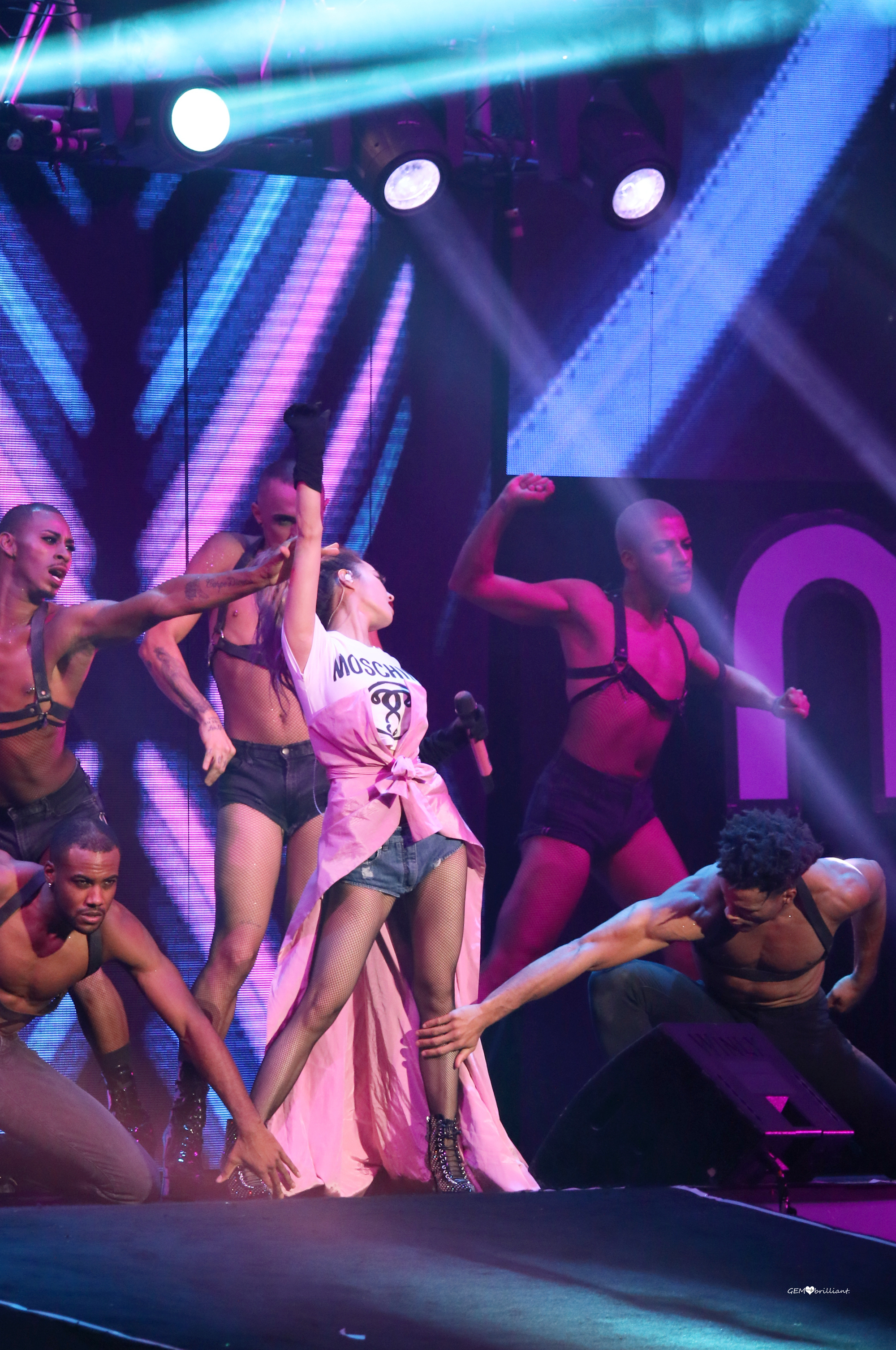
2016年12月3日，蔡依林於「第十屆音樂盛典咪咕匯」表演歌曲〈美人計〉。

2010年7月31日，蔡依林參加華視綜藝節目《綜藝大國民》，並在該節目演唱歌曲〈美人計〉。同年8月12日，蔡依林參加華視綜藝節目《Power星期天》，並演唱〈美人計〉。同月27日，蔡依林參加中視綜藝節目《超級星光大道》，演唱〈美人計〉。同年9月2日，蔡依林參加浙江衛視綜藝節目《越跳越美麗》，在該節目中演唱〈美人計〉、〈玩愛之徒〉和〈小傷口〉。同月4日，蔡依林參加東方衛視綜藝節目《華人大綜藝》，並演唱〈美人計〉和〈即時生效〉。
同月22日，蔡依林參加中央電視台舉辦的「蕪湖月·中華情 2010中央電視台中秋晚會」，演唱〈美人計〉。同日，她還參加江蘇衛視綜藝節目《幸福晚點名》，並演唱〈美人計〉、〈即時生效〉和〈小傷口〉。同月24日，蔡依林參加湖南衛視綜藝節目《天天向上》，在該節目演唱〈美人計〉和〈小傷口〉。同年10月10日，蔡依林參加東方衛視綜藝節目《中國達人秀》總決賽，並演唱歌曲〈黑髮尤物〉。
同年12月31日，蔡依林參加「Open Your Dream高雄跨年晚會」，演唱〈美人計〉和〈小傷口〉。同日，她也參加「心High起義守歲狂歡100年跨年晚會」，並演唱〈美人計〉和〈即時生效〉。2011年4月9日，蔡依林參加「第一屆全球流行音樂金榜頒獎典禮」，演唱〈美人計〉。同月24日，蔡依林參加「2011年Music Radio中國Top排行榜頒獎典禮」，並在該活動中演唱〈美人計〉。

### 巡演
2010年8月26日，蔡依林透露將於同年12月聖誕節前後展開新巡演。同年11月6日，她宣布將於12月24日在臺灣臺北市臺北小巨蛋展開第三輪巡演「Myself世界巡迴演唱會」，並以「全民派對」為主題。該巡演於2013年4月13日在高雄巨蛋結束，歷時兩年零四個月，巡演遍及全球31個城市，共舉辦35場次，觀眾人數超過60萬，票房超過新臺幣15億元。

## 商業表現
2010年8月25日，蔡依林表示該專輯在臺灣的博客來、玫瑰大眾和五大唱片等唱片銷量排行榜週榜中獲得第一名的最高成績。同年12月11日，媒體報導該專輯在臺灣銷量超過6.5萬張，並獲得2010年玫瑰大眾和五大唱片年度銷量排行榜第二名，獲得年度銷量第四名及年度女歌手銷量第一名。此外，歌曲〈美人計〉、〈無言以對〉和〈玩愛之徒〉分別獲得2010年臺灣Hit FM年度百首單曲第1名、第20名和第55名。

## 評價
| 評論得分   | 評論得分 |
| 來源       | 評分     |
| ---------- | -------- |
| Freshmusic | [ 57 ]   |

網易娛樂樂評人熊子昂評價，該專輯標誌著蔡依林成功轉型為「Diva J」，其中如〈美人計〉和〈玩愛之徒〉這類主打歌，在旋律和編曲方面屬近年華人舞曲的上乘之作，專輯整體感強，且編曲連貫性和曲序編排合理。網易娛樂樂評人王硕認為，蔡依林未盲目追求時尚，而是以搖滾舞曲的方式呈現音樂，符合大眾對舞曲的審美需求。
網易娛樂樂評人三石一聲指出，該專輯中快歌佔大多數，儘管單曲仍有提高空間，但專輯整體性和連貫性強，符合蔡依林作為舞曲歌手的定位。網易娛樂樂評人梁曉輝認為，這張專輯對蔡依林而言是一項成功嘗試，儘管帶有保守的色彩，且有些瑕疵，但依舊能看出她和團隊在音樂上的創新與努力。新浪娛樂樂評人Eric則認為專輯音樂路線較以往成熟，並將蔡依林推向「舞曲女王」的方向，舞蹈特長得以極致發揮。
網易娛樂樂評人流水紀表示，專輯在歌唱表現上穩定，整體作品水準平均，且編曲更具歐美化風格，但概念上有過度噱頭，未能完全體現蔡依林內在的音樂想法，反映出商業與音樂之間的失衡。網易娛樂樂評人琳距离則認為，專輯在概念和立意上無問題，然而在選曲上較為平淡，缺乏蔡依林的特色，讓這張專輯顯得缺乏鮮明的個性。網易娛樂同時認為，專輯的多樣性不等於嘈雜，蔡依林在摒棄翻唱和「口水歌」的同時，拓展了舞曲的領域，顯示出自我創新的決心，然而未收錄具備流行潛力的歌曲，造成專輯在流行度上有所欠缺。
騰訊娛樂樂評人藍蝴蝶給予專輯3.3/5的評價，認為專輯在風格上多樣，製作精緻，但缺少蔡依林過往作品中的印象深刻元素。騰訊娛樂樂評人老佑給予3.2/5的評分，指出專輯在聽覺上優於《花蝴蝶》，甚至在編曲銜接上也超過《特務J》，但旋律的單薄使得整張專輯缺乏記憶點。騰訊娛樂樂評人樹娃認為專輯的概念過於華而不實，噱頭大於實際，這直接影響了專輯的整體質量，也放大了蔡依林在音樂上的尷尬與糾結。騰訊娛樂樂評人水水認為專輯過於強調概念，而缺乏實質內容，特別是串場部分，未能展現任何獨特之處，反而讓人覺得這些元素是為了概念而刻意加入，未能真正加強專輯的整體性。

## 獎項
2010年12月21日，歌曲〈美人計〉的MV獲得BQ紅人榜優酷指數年度MV。同年1月15日，歌曲〈玩愛之徒〉獲得百度娛樂沸點2010年度盤點最熱門港台十大金曲。同月16日，蔡依林憑藉該專輯獲得第六屆KKBox數位音樂風雲榜十大風雲歌手。同月21日，蔡依林獲得第十屆中國原創音樂流行榜臺灣地區最佳女歌手。2011年2月2日，蔡依林憑藉該專輯獲得2011超級巨星紅白藝能大賞華語十大女歌手。
同年3月26日，蔡依林獲得第二屆My Astro至尊流行榜海外至尊女歌手及全台主持聯頒海外至尊歌手，歌曲〈美人計〉獲得至尊舞曲和至尊金曲20，歌曲〈玩愛之徒〉獲得至尊金曲20。同年4月9日，蔡依林憑該專輯獲得第一屆全球流行音樂金榜年度最受歡迎女歌手和年度DJ最愛藝人，歌曲〈美人計〉獲得Hit FM點播冠軍和年度20大金曲。同月24日，蔡依林獲得2011年Music Radio中國Top排行榜年度最受歡迎港台歌手，歌曲〈美人計〉獲得音樂之聲點播冠軍和港台最佳金曲。
2011年5月13日，歌曲〈美人計〉的MV入圍第22屆金曲獎最佳音樂錄影帶獎。同年6月24日，蔡依林憑該專輯獲得第五屆無線音樂盛典咪咕匯無線音樂年度搜索超人氣女歌手。同年8月17日，蔡依林獲得第二屆壹週刊娛樂大賞最受歡迎10大明星。同年12月14日，蔡依林憑該專輯獲得第三屆Yahoo!奇摩人氣大獎最受歡迎女歌手。同月22日，蔡依林憑該專輯獲得第一屆蘋果娛樂音樂大賞最佳女歌手。

## 曲目
| 《Myself》——正式版 | 《Myself》——正式版                      | 《Myself》——正式版 | 《Myself》——正式版                                       | 《Myself》——正式版 | 《Myself》——正式版 | 《Myself》——正式版 |
| 曲序               | 曲目                                    |                    | 作曲                                                     | 编曲               | 製作人             | 时长               |
| ------------------ | --------------------------------------- | ------------------ | -------------------------------------------------------- | ------------------ | ------------------ | ------------------ |
| 1.                 | 美人計（Honey Trap）                    | - 崔惟楷 - 陳天佑  | - Danielle Senior - Scott Wild                           | 小安               | 小安               | 3:34               |
| 2.                 | Missed Call（Interlude）                |                    | 小安                                                     |                    |                    | 0:28               |
| 3.                 | 玩愛之徒（Love Player）                 | 陳天佑             | - Gabriel Ssezibwa - Rene Prang - Lars Quang - Nik Quang | 小安               | 小安               | 3:26               |
| 4.                 | Secret Talk（Interlude）                |                    | 小安                                                     |                    |                    | 0:26               |
| 5.                 | 派大星（Party Star）                    | 嚴云農             | - Gabriel Ssezibwa - Rene Prang - Lars Quang - Nik Quang | 小安               | 小安               | 3:53               |
| 6.                 | Let's Start the Dance（Interlude）      |                    | - 小安 - 蔡依林                                          |                    |                    | 0:45               |
| 7.                 | 黑髮尤物（Black-Haired Beautiful Girl） | 嚴云農             | - Jonas Saeed - Pia Sjöberg                              | 蔡庭貴             | 阿弟仔             | 3:23               |
| 8.                 | 無言以對（Nothing Left to Say）         | 梁錦興             | 黃晟峰                                                   | 小安               | 小安               | 3:46               |
| 9.                 | L'amour est parti（Interlude）          |                    | 小安                                                     |                    |                    | 0:27               |
| 10.                | 小傷口（Real Hurt）                     | 葛大為             | 饒善強                                                   | Martin Tang        | 馬毓芬             | 4:28               |
| 11.                | 娘子漢（Macho Babe）                    | 崔惟楷             | Jo Hyun-chul                                             | 蔡庭貴             | 阿弟仔             | 3:20               |
| 12.                | 七上八下（Butterflies in My Stomach）   | - 小安 - 陳天佑    | 小安                                                     | 小安               | 小安               | 3:31               |
| 13.                | 解散愛（Let's Break Up）                | 葛大為             | 陳威全                                                   | Martin Tang        | 阿弟仔             | 4:09               |
| 14.                | I Love You Too（Interlude）             |                    | 小安                                                     |                    |                    | 0:08               |
| 15.                | 即時生效（Take Immediate Action）       | 梁錦興             | 黃晟峰                                                   | 廖偉傑             | 阿弟仔             | 3:18               |
| 总时长：           | 总时长：                                | 总时长：           | 总时长：                                                 | 总时长：           | 总时长：           | 39:02              |

| 《Myself》——Take 2 - Dance with Me 奢華慶功影音4D版（CD 2） | 《Myself》——Take 2 - Dance with Me 奢華慶功影音4D版（CD 2） | 《Myself》——Take 2 - Dance with Me 奢華慶功影音4D版（CD 2） | 《Myself》——Take 2 - Dance with Me 奢華慶功影音4D版（CD 2） |
| 曲序                                                        | 曲目                                                        | 重混                                                        | 时长                                                        |
| ----------------------------------------------------------- | ----------------------------------------------------------- | ----------------------------------------------------------- | ----------------------------------------------------------- |
| 1.                                                          | 美人計（Dance with Me Remix）                               | DJ George Leong                                             | 6:36                                                        |
| 2.                                                          | 七上八下（Heart Beating Remix）                             | DJ George Leong                                             | 6:00                                                        |
| 3.                                                          | 娘子漢（Cheerleading Remix）                                | DJ Oscar                                                    | 4:27                                                        |
| 4.                                                          | 玩愛之徒（I Know You Remix）                                | 小安                                                        | 6:17                                                        |
| 5.                                                          | 派大星（Don't Stop Remix）                                  | DJ M@rio                                                    | 6:36                                                        |
| 6.                                                          | Myself 5 in 1 Mashup Remix                                  | DJ Oscar                                                    | 6:30                                                        |
| 总时长：                                                    | 总时长：                                                    | 总时长：                                                    | 36:26                                                       |

| 《Myself》——Take 2 - Dance with Me 奢華慶功影音4D版（DVD 1） | 《Myself》——Take 2 - Dance with Me 奢華慶功影音4D版（DVD 1） | 《Myself》——Take 2 - Dance with Me 奢華慶功影音4D版（DVD 1） |
| 曲序                                                         | 曲目                                                         | 时长                                                         |
| ------------------------------------------------------------ | ------------------------------------------------------------ | ------------------------------------------------------------ |
| 1.                                                           | 美人計（MV）                                                 | 3:40                                                         |
| 2.                                                           | 玩愛之徒（MV）                                               | 3:56                                                         |
| 3.                                                           | 無言以對（MV）                                               | 4:05                                                         |
| 4.                                                           | 七上八下（MV）                                               | 3:30                                                         |
| 5.                                                           | 即時生效（MV）                                               | 3:29                                                         |
| 6.                                                           | 小傷口（MV）                                                 | 4:30                                                         |
| 总时长：                                                     | 总时长：                                                     | 23:10                                                        |

| 《Myself》——Take 2 - Dance with Me 奢華慶功影音4D版（DVD 2） | 《Myself》——Take 2 - Dance with Me 奢華慶功影音4D版（DVD 2） | 《Myself》——Take 2 - Dance with Me 奢華慶功影音4D版（DVD 2） |
| 曲序                                                         | 曲目                                                         | 时长                                                         |
| ------------------------------------------------------------ | ------------------------------------------------------------ | ------------------------------------------------------------ |
| 1.                                                           | 《Myself》專輯幕後工作側拍全紀錄                             | 39:30                                                        |
| 总时长：                                                     | 总时长：                                                     | 39:30                                                        |

## 幕後人員
該人員名單摘自專輯內頁。
- 陳天佑—母帶後期處理製作人
- Yasuji Yasman Maeda—母帶後期處理錄音師
- Tsubasa Yamazaki—母帶後期處理錄音助理
- Bernie Grundman Mastering—母帶後期處理錄音室

曲目 #1
- 小安—和聲編寫、和聲
- 蔡依林—和聲
- The White N3rd—和聲
- 陳振發—錄音師
- 王俊傑—混音師
- 強力錄音室—錄音室、混音室

曲目 #2
- 小依—人聲

曲目 #3
- 小安—和聲編寫、和聲
- 蔡依林—和聲
- 陳振發—錄音師
- 王俊傑—混音師
- 強力錄音室—錄音室、混音室

曲目 #4
- 蔡幫友人—人聲

曲目 #5
- 小安—和聲編寫、和聲
- 蔡依林—和聲
- 陳振發—錄音師
- 王俊傑—混音師
- 強力錄音室—錄音室、混音室

曲目 #7
- 阿弟仔—和聲編寫、和聲
- 蔡依林—和聲
- 陳文駿—錄音師
- 強力錄音室—錄音室、混音室
- 王俊傑—混音師
- 廖偉傑—執行製作

曲目 #8
- 賴君彥—小提琴
- 蘇煜迪—小提琴
- Lisa—和聲編寫、和聲
- 陳振發—錄音師
- 王俊傑—混音師
- 強力錄音室—錄音室、混音室

曲目 #9
- 雲從龍—男聲

曲目 #10
- 馬毓芬—和聲編寫、和聲
- 鐘國泰—錄音師
- 林正宗—混音師
- 白金錄音室—錄音室、混音室

曲目 #11
- 阿弟仔—和聲編寫、和聲
- 蔡依林—和聲
- 陳文駿—錄音師
- 強力錄音室—錄音室、混音室
- 王俊傑—混音師
- 廖偉傑—執行製作

曲目 #12
- 小安—和聲編寫、和聲
- 蔡依林—和聲
- 陳振發—錄音師
- 王俊傑—混音師
- 強力錄音室—錄音室、混音室

曲目 #13
- 阿弟仔—和聲編寫、和聲
- 蔡依林—和聲
- 陳文駿—錄音師
- 強力錄音室—錄音室、混音室
- 王俊傑—混音師
- 廖偉傑—執行製作

曲目 #14
- 安家亨—人聲

曲目 #15
- 徐研培—吉他
- 阿弟仔—和聲編寫、和聲
- 蔡依林—和聲
- 陳文駿—錄音師
- 強力錄音室—錄音室、混音室
- 王俊傑—混音師
- 廖偉傑—執行製作

## 發行歷史
| 地區     | 日期           | 版本                                    | 格式              | 經銷商     |
| -------- | -------------- | --------------------------------------- | ----------------- | ---------- |
| 全球     | 2010年8月13日  | 正式版                                  | 數位下載 串流媒體 | 天熹娛樂   |
| 全球     | 2010年10月29日 | Take 2 - Dance with Me 奢華慶功影音4D版 | 數位下載 串流媒體 | 天熹娛樂   |
| 馬來西亞 | 2010年8月13日  | 正式版                                  | CD                | 華納音樂   |
| 馬來西亞 | 2010年10月29日 | Take 2 - Dance with Me 奢華慶功影音4D版 | 2CD+2DVD          | 華納音樂   |
| 馬來西亞 | 2011年6月29日  | Malaysia Tour Edition                   | 3CD+3DVD          | 華納音樂   |
| 臺灣     | 2010年8月13日  | 正式版 預購版                           | CD                | 華納音樂   |
| 臺灣     | 2010年10月29日 | Take 2 - Dance with Me 奢華慶功影音4D版 | 2CD+2DVD          | 華納音樂   |
| 臺灣     | 2010年12月28日 | Dance with Me Remix                     | CD+LP             | 華納音樂   |
| 中國大陸 | 2010年8月13日  | 正式版                                  | CD                | 星外星唱片 |
| 中國大陸 | 2010年10月29日 | Take 2 - Dance with Me 奢華慶功影音4D版 | 2CD+2DVD          | 星外星唱片 |

## 外部連結
- YouTube上的《Myself》播放列表
- YouTube上的《Myself》（Take 2 - Dance with Me 奢華慶功影音4D版）播放列表